# Ческе-Будеёвице
Че́ске-Бу́деёвице (чеш. České Budějovice, МФА (чешск.): [ˈtʃɛskɛː ˈbudʲɛjovɪtsɛ]; нем. Böhmisch Budweis; допускается также транскрипция в форме Че́ске-Бу́дейовице, в литературе встречается также Чешские Будейовицы) — статутный город на юге Чехии, муниципалитет с расширенными полномочиями, административный центр Южночешского края и района Ческе-Будеёвице.
Расположен у слияния рек Влтава и Малше. Население — 95 245 (2004).

## История города
Город Будеёвице основан в 1265 году чешским королём Пржемыслом Оттокаром II (чеш. Přemysl Otakar II). Город быстро строился и экономически развивался благодаря своему статусу королевского города и расположению на пересечении торговых путей. Чтобы укрепить верность жителей города королевской власти, Будеёвице наделялся королём различными привилегиями.
В конце XIII — начале XIV века в городе были возведены 2 католических храма, а сам город окружён крепостной стеной. В течение следующего XV столетия Будеёвице, в котором были сильны позиции католической церкви, являлся оплотом борьбы против гуситов. В городе насчитывалось 4000 жителей, и он был одним из наиболее крупных и значимых городов Чешского королевства.
В XVI веке город переживает сильный экономический подъём, связанный, прежде всего, с добычей серебра, а также с развитием рыболовства и торговли солью. Строительство зданий в Будеёвице в этот период подчинено канонам архитектуры Ренессанса. В 1569 году в Будеёвице основан монетный двор, где чеканились монеты из серебра, добываемого в окрестностях города.
Тридцатилетняя война не причинила большого ущерба городу, однако в июле 1641 года произошёл крупный пожар, который уничтожил больше половины домов. Восстановление города продолжалось несколько десятилетий. Эпоха барокко значительно изменила вид города, в этот период был построен ряд религиозных объектов, а также фонтан Самсона на центральной площади, являющийся одним из символов города.
В XVIII веке росту культурного значения города способствовало основание здесь латинской гимназии, городского театра и философского института. При императоре Иосифе II в 1785 году было основано Будвайзерское епископство.
В XIX веке технический прогресс затронул многие стороны жизни города. Конная железная дорога, построенная в период между 1825 и 1832 годами и связавшая Ческе-Будеёвице с Линцем, была первым таким сооружением в Европе. В этот же период на реке Влтаве развивалось торговое судоходство. Развитие транспорта тесно связано с ростом промышленности и торговли. В 1847 году компания «Хардтмут» (производитель канцелярских товаров марки «Кох-и-ноор») из Вены перенесла в Будеёвице производство карандашей и керамических изделий, в связи с чем в городе появилась первая большая фабрика. В 1895 году была основана Чешская акционерная пивоварня, известная ныне пивоварня «Budweiser Budvar» («Будвайзер Будвар»).
До конца XIX века население города и окрестных сёл в основном составляли немцы, однако постепенно чешское население стало преобладать. Тем не менее, до 1918 года бургомистрами города были немцы. В 1945 году, после окончания Второй мировой войны, будвайзерские немцы были депортированы в Западную Германию и Австрию.
В XX веке Ческе-Будеёвице стал экономической и культурной столицей Южной Чехии.
С 1991 года в Ческе Будеёвице действует Южночешский университет, а с 2000 года в городе располагается администрация Южночешского края Чехии.

## Транспорт
Город Ческе-Будеёвице расположен на пересечении транспортных осей Прага — Линц и Вена — Ческе-Будеёвице — Пльзень. С севера на юг через город проходит скоростная трасса R3 / E55, соединяющая столицу Чехии Прагу с городом Линц в Верхней Австрии. Другая значимая транспортная магистраль проходит с запада на восток и соединяет Вену с городом Пльзень (скоростная трасса R20 / E49). Помимо автомобильных дорог оба этих направления связывают также железнодорожные магистрали.
В начале 2006 года городу передан для гражданского использования бывший военный аэродром Плана (Planá) на юго-западной окраине Ческе-Будеёвиц. По существующему проекту развития на базе этого аэродрома будет создан международный аэропорт Ческе-Будеёвице, способный принимать самолёты типа «Боинг 737» и «Аэробус 318» и ежегодно обслуживать примерно 600 000 пассажиров. В августе 2023 года аэропорт начал свою работу.
Городской транспорт представлен автобусами и троллейбусами.

## Спорт
В городе существует профессиональный хоккейный клуб «Маунтфилд Ческе Будеёвице». Стадион клуба — Budvar Arena.
Также имеется футбольный клуб «Динамо Ческе-Будеевице». Стадион клуба — Střelecký ostrov.

## Достопримечательности
- Квадратная городская площадь со статуей Самсона (фонтан Самсона) в стиле барокко
- Ратуша на городской площади построена в 1727—1730 гг. с тремя башенками и статуями, олицетворяющими четыре гражданские добродетели: Справедливость, Мужество, Мудрость и Осмотрительность[8]
- Чёрная башня (чеш. Černá Věž) — 72-метровая башня в центре города
- Собор Святого Николая (чеш. katedrála Sv. Mikuláše) в историческом центре города
- Доминиканский монастырь (чеш. Dominikánský klášter)
- Башня Железная Дева (чеш. Železná panna) с частью сохранившихся городских укреплений (крепостной стены)

В Ческе-Будеёвице расположены Южночешский театр оперы и балета, современный концертный зал, музей Южной Чехии, музей мотоциклов, музей энергетики.
Недалеко от города расположен популярный среди туристов замок в неоготическом стиле Глубока-над-Влтавой.
Город упоминается в романе Ярослава Гашека «Похождения бравого солдата Швейка во время мировой войны» как место дислокации маршевого батальона, в который герой романа шёл не самой короткой дорогой (так называемый «Будейовицкий анабасис Швейка»).
Среди почётных граждан города вплоть до 2017 года был Иосиф Сталин. 15 мая 2017 года Сталин вместе с Клементом Готвальдом был лишён этого звания.

## Население
| 1869    | 1869    | 1880    | 1880    | 1890    | 1900    | 1910    | 1921    | 1930    | 1930    | 1950    | 1950    |
| ------- | ------- | ------- | ------- | ------- | ------- | ------- | ------- | ------- | ------- | ------- | ------- |
| 17 413  | ↗19 232 | ↗23 845 | ↗26 039 | ↗32 134 | ↗45 524 | ↗54 786 | ↗57 557 | ↘43 788 | ↗59 079 | ↘55 709 | ↗56 832 |
| 1961    | 1961    | 1970    | 1980    | 1980    | 1991    | 1991    | 2001    | 2014    | 2016    | 2017    | 2018    |
| ↗64 785 | ↘64 661 | ↗76 699 | ↗90 415 | ↘88 448 | ↗97 243 | →97 243 | ↗97 339 | ↘93 253 | ↗93 513 | ↘93 470 | ↗93 863 |
| 2019    | 2020    | 2021    | 2021    | 2022    | 2023    | 2024    | 2025    |         |         |         |         |
| ↗94 014 | ↗94 463 | ↘94 229 | ↗95 664 | ↘93 426 | ↗96 417 | ↗97 377 | ↘97 231 |         |         |         |         |

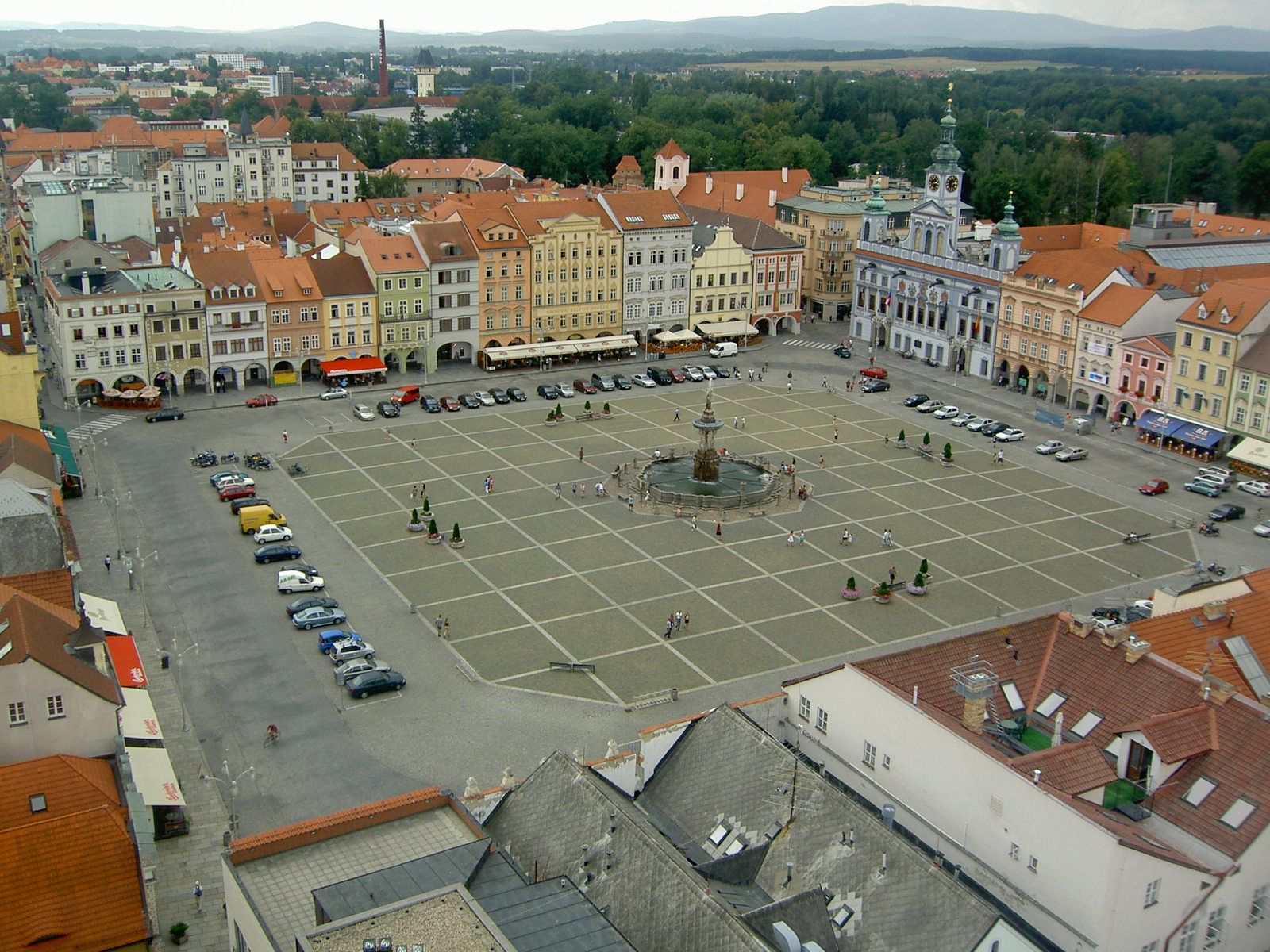
Площадь Пржемысла Оттокара II с Чёрной Башни
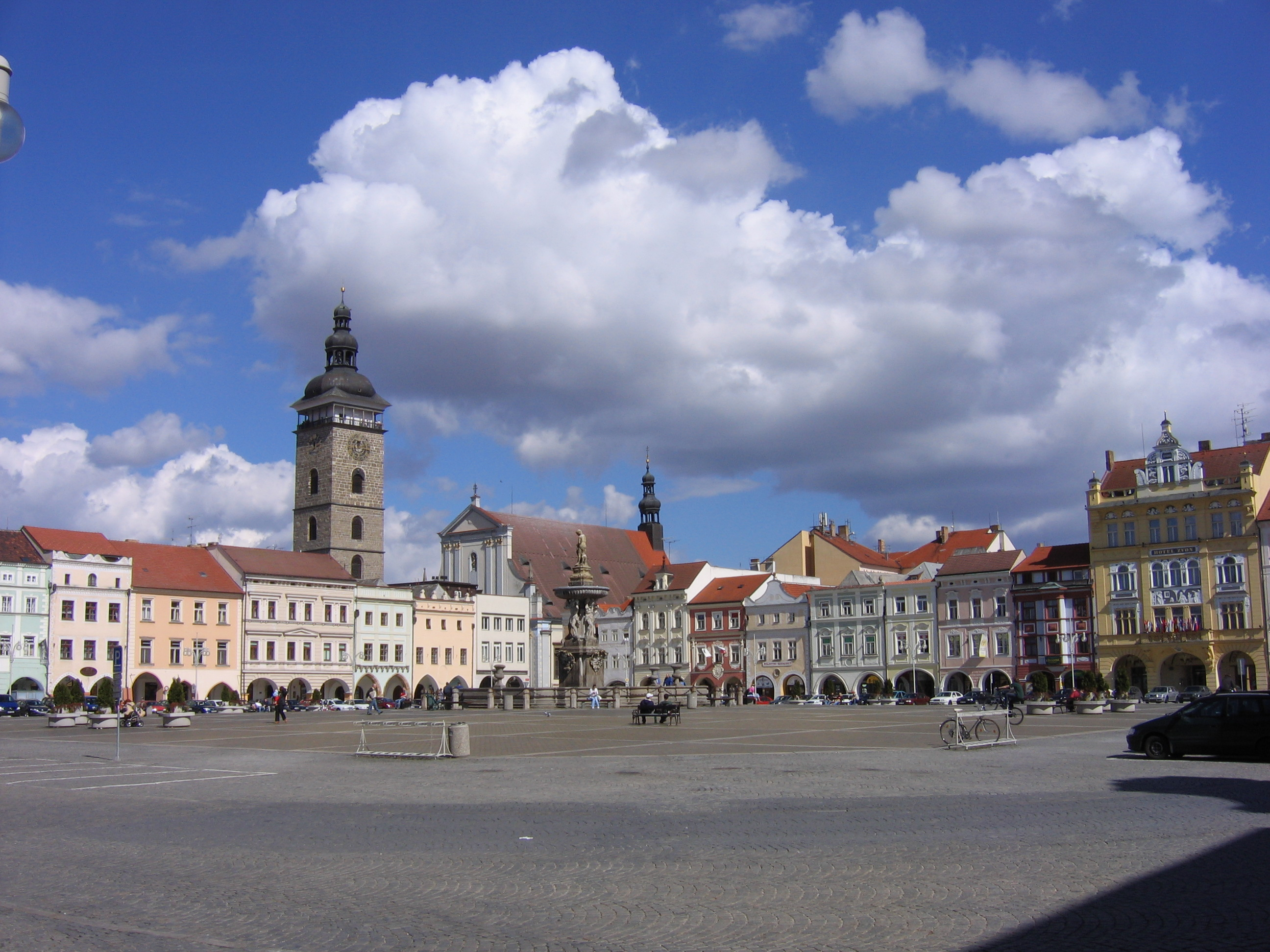
Чёрная Башня, фонтан Самсона и Собор Святого Микулаша
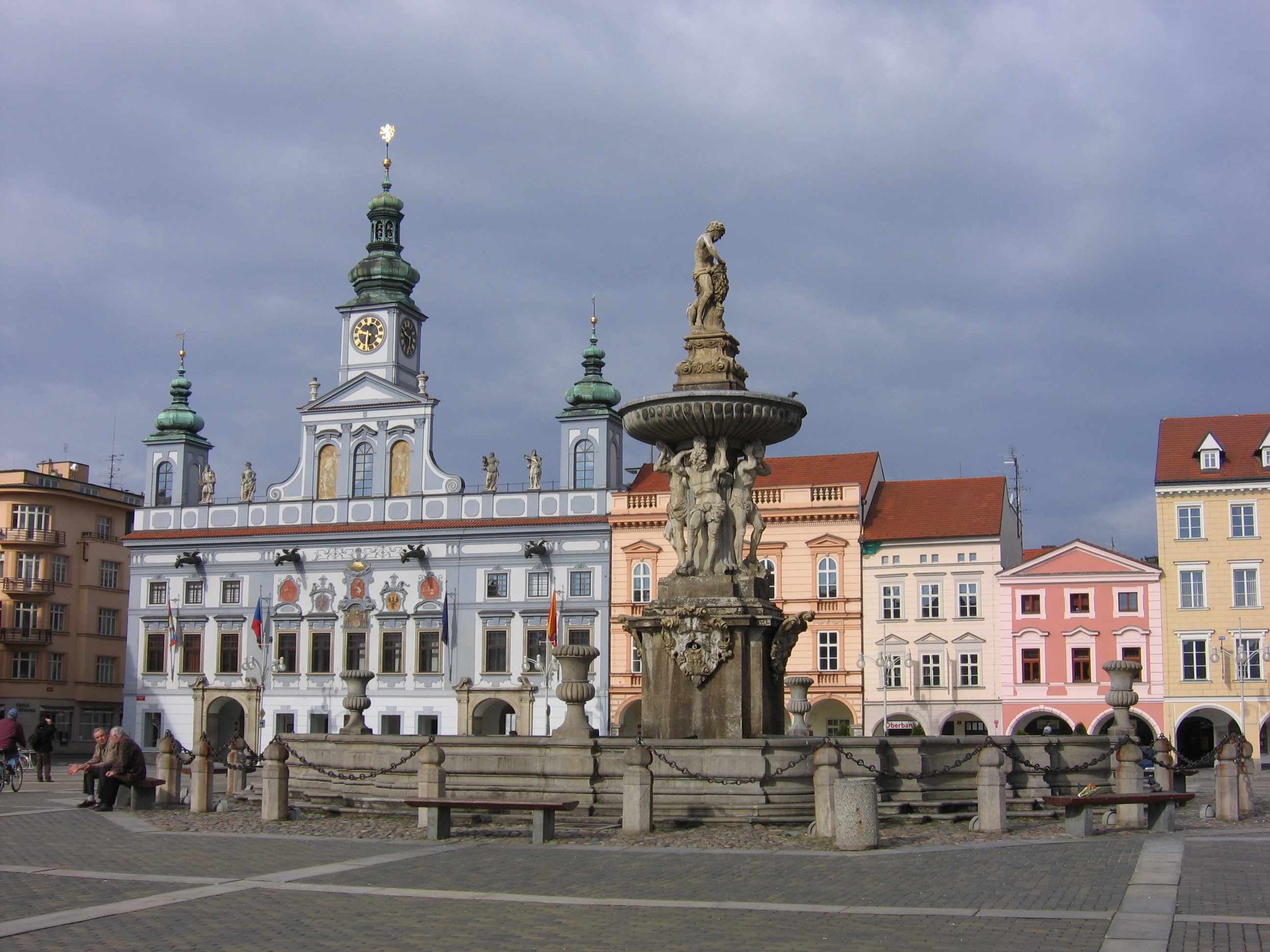
Фонтан Самсона и ратуша
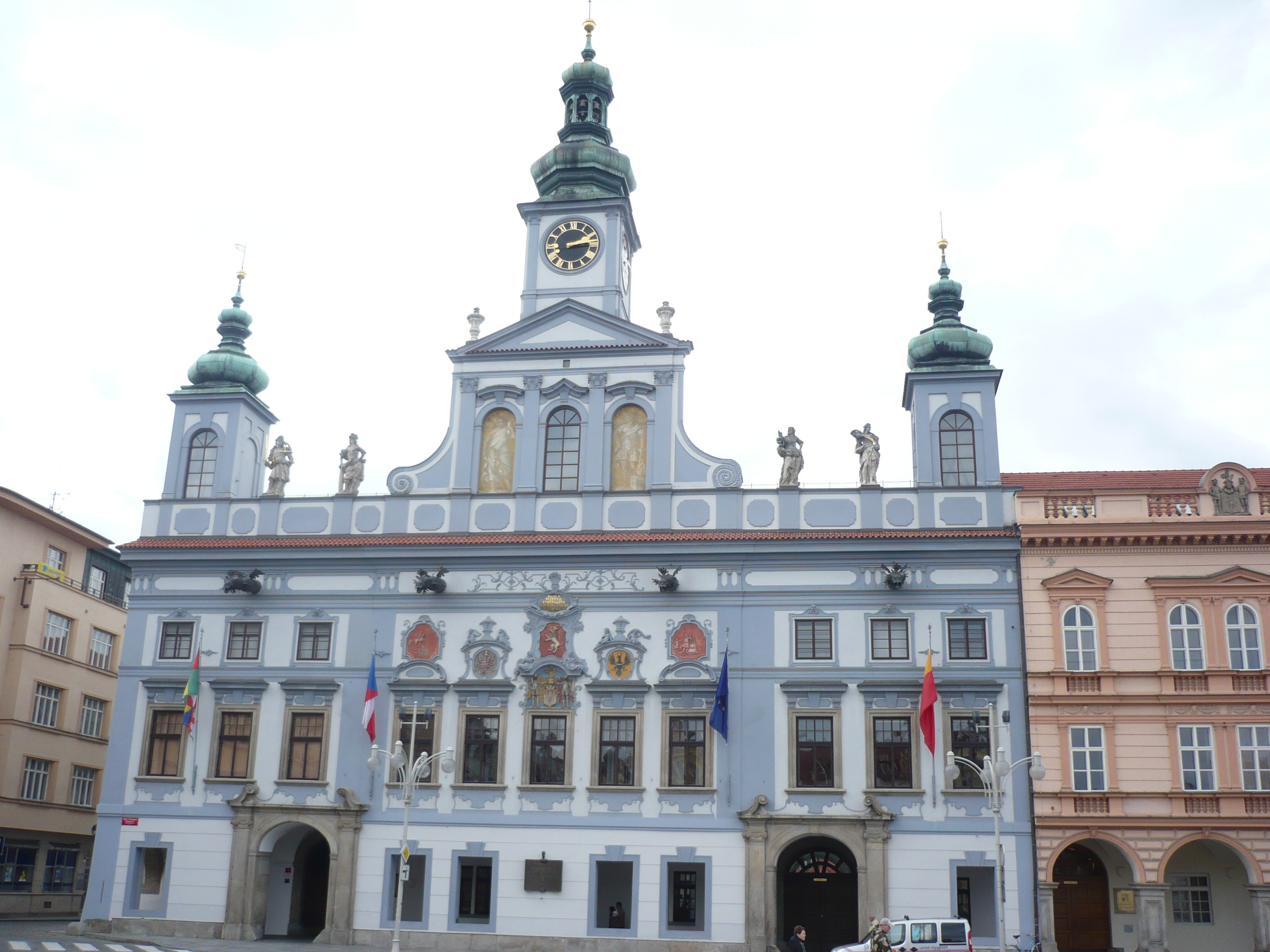
Ратуша
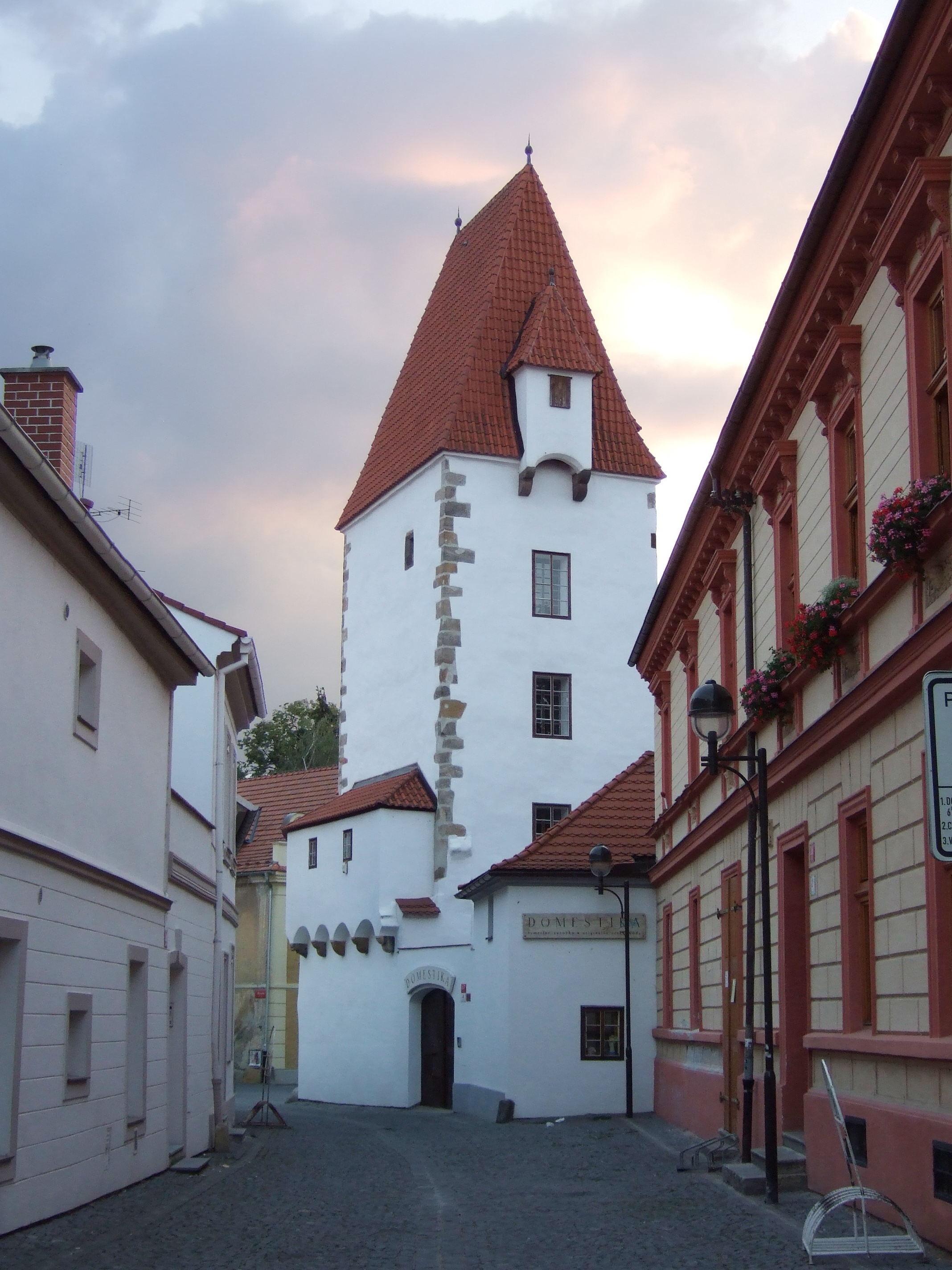
Рабенштейнская Башня
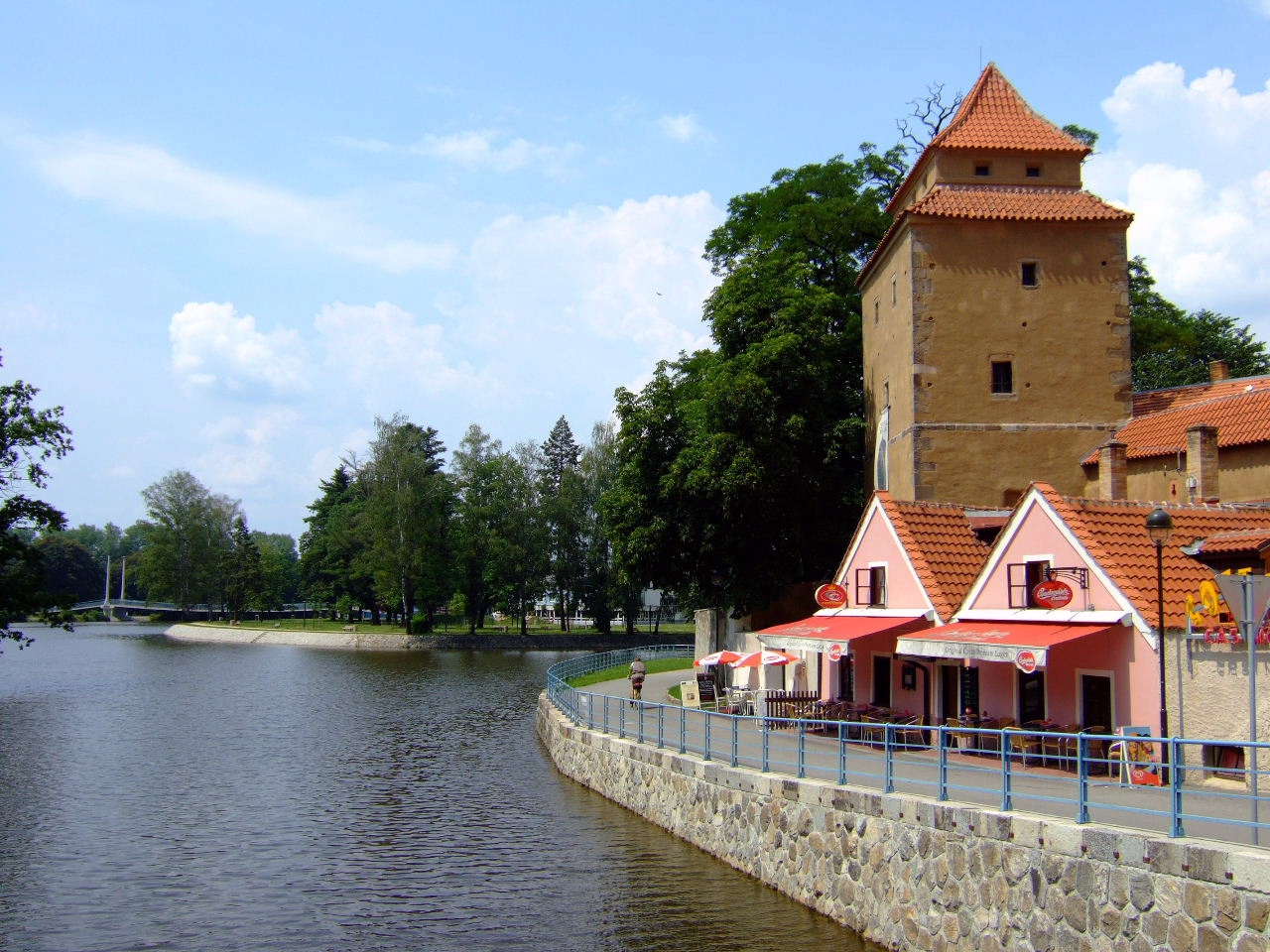
Башня «Железная Дева»
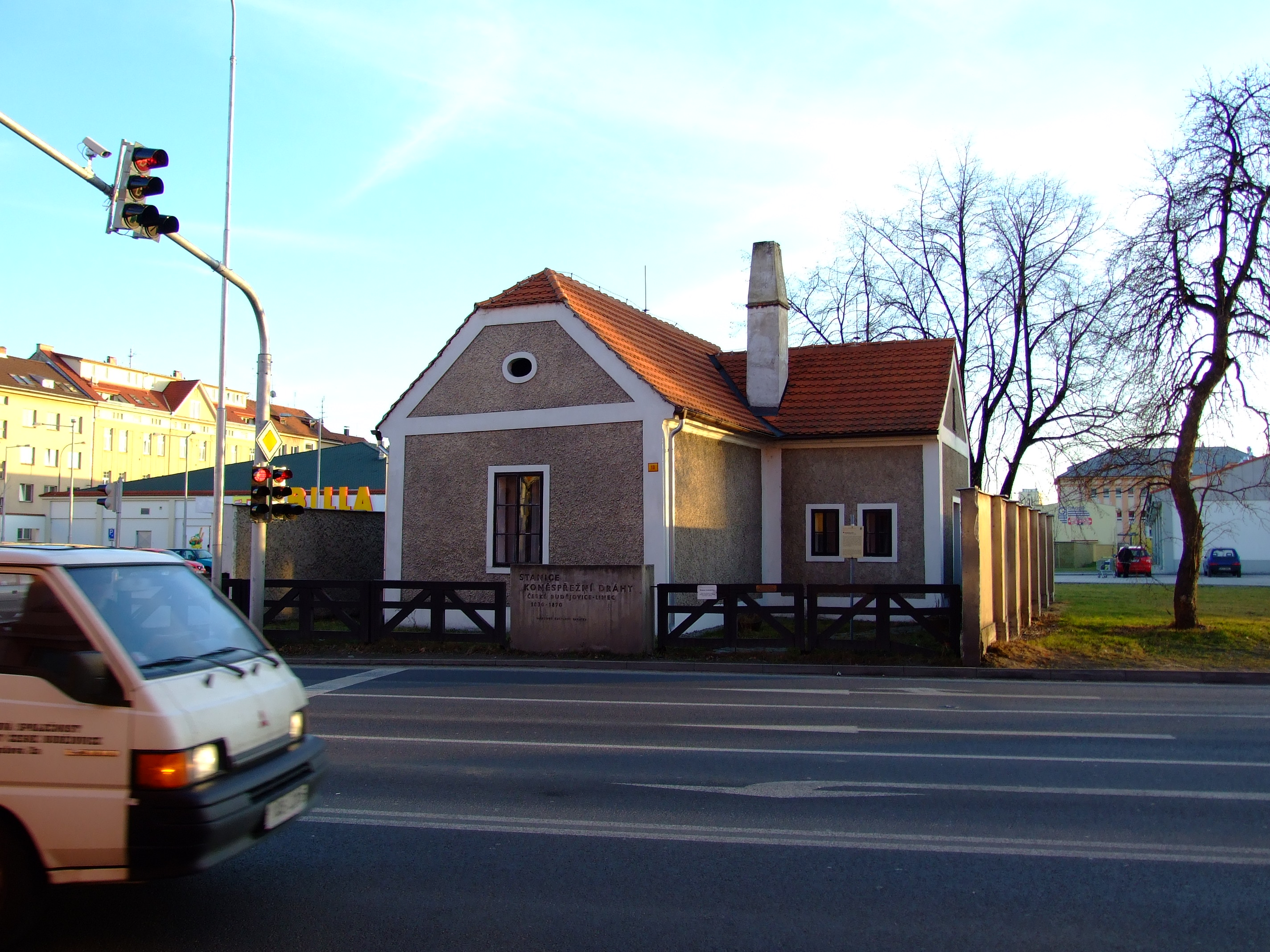
Музей конно-железной дороги Ческе-Будеёвице — Линц
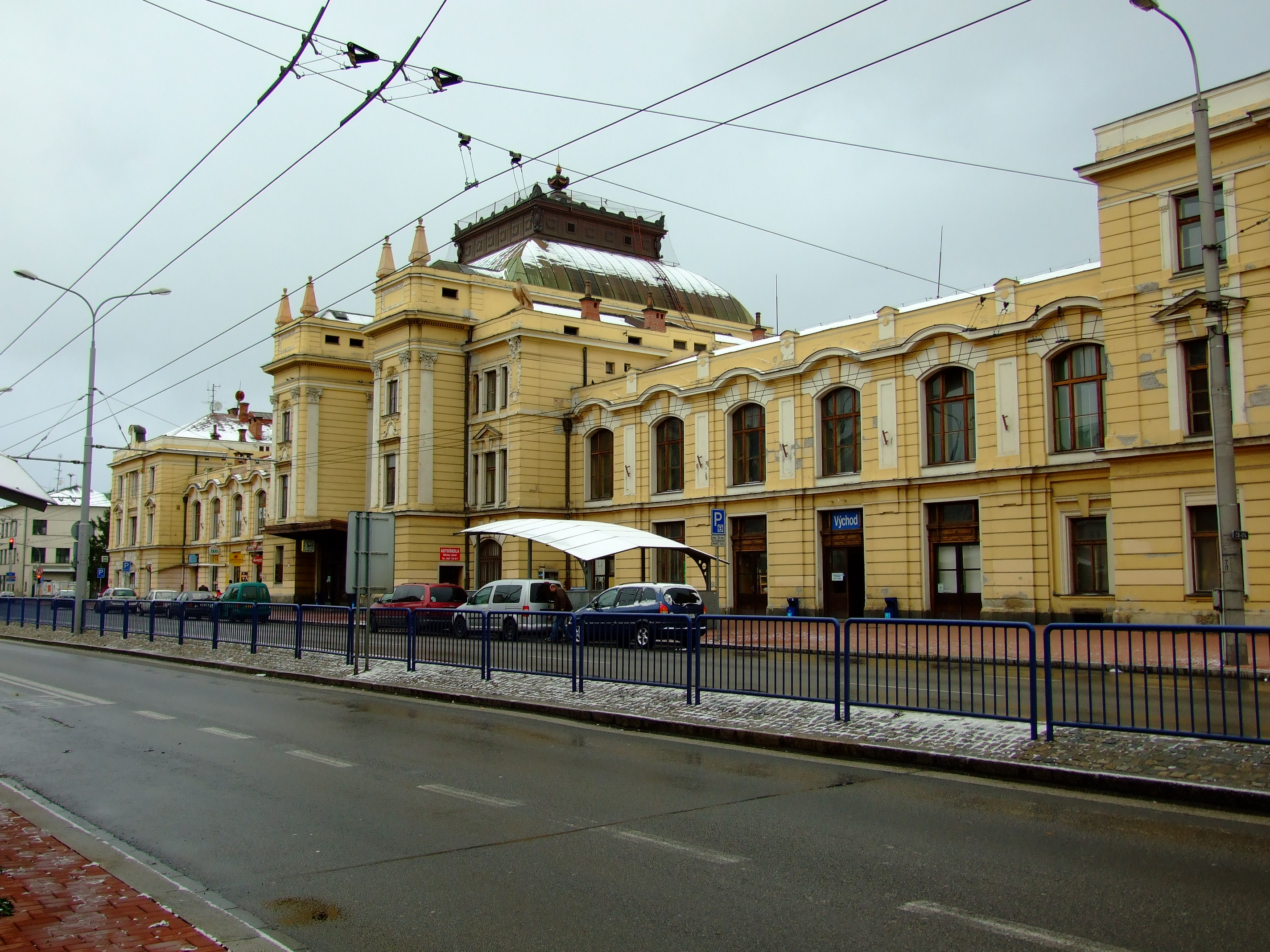
Вокзал
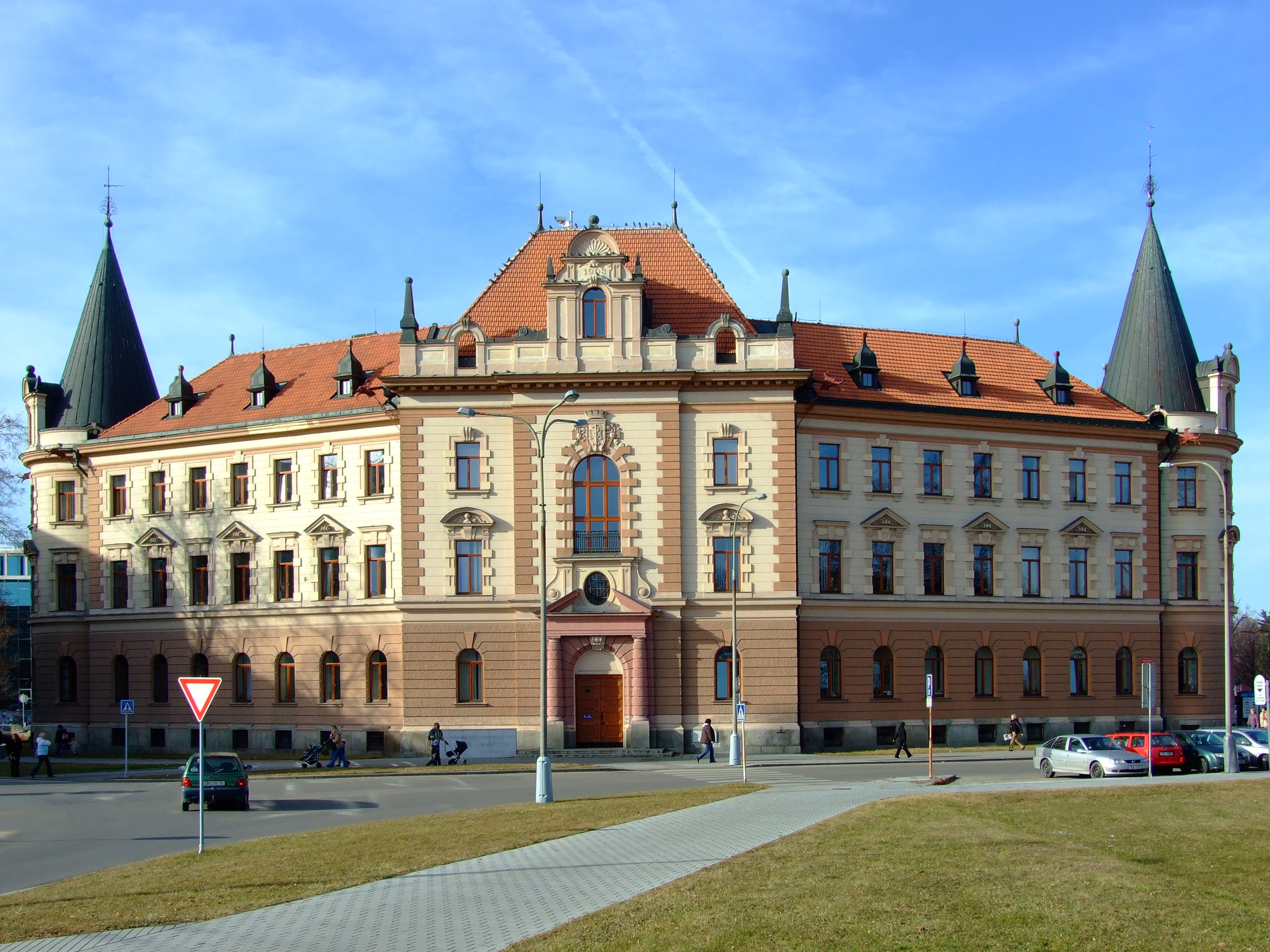
Здание крайского суда
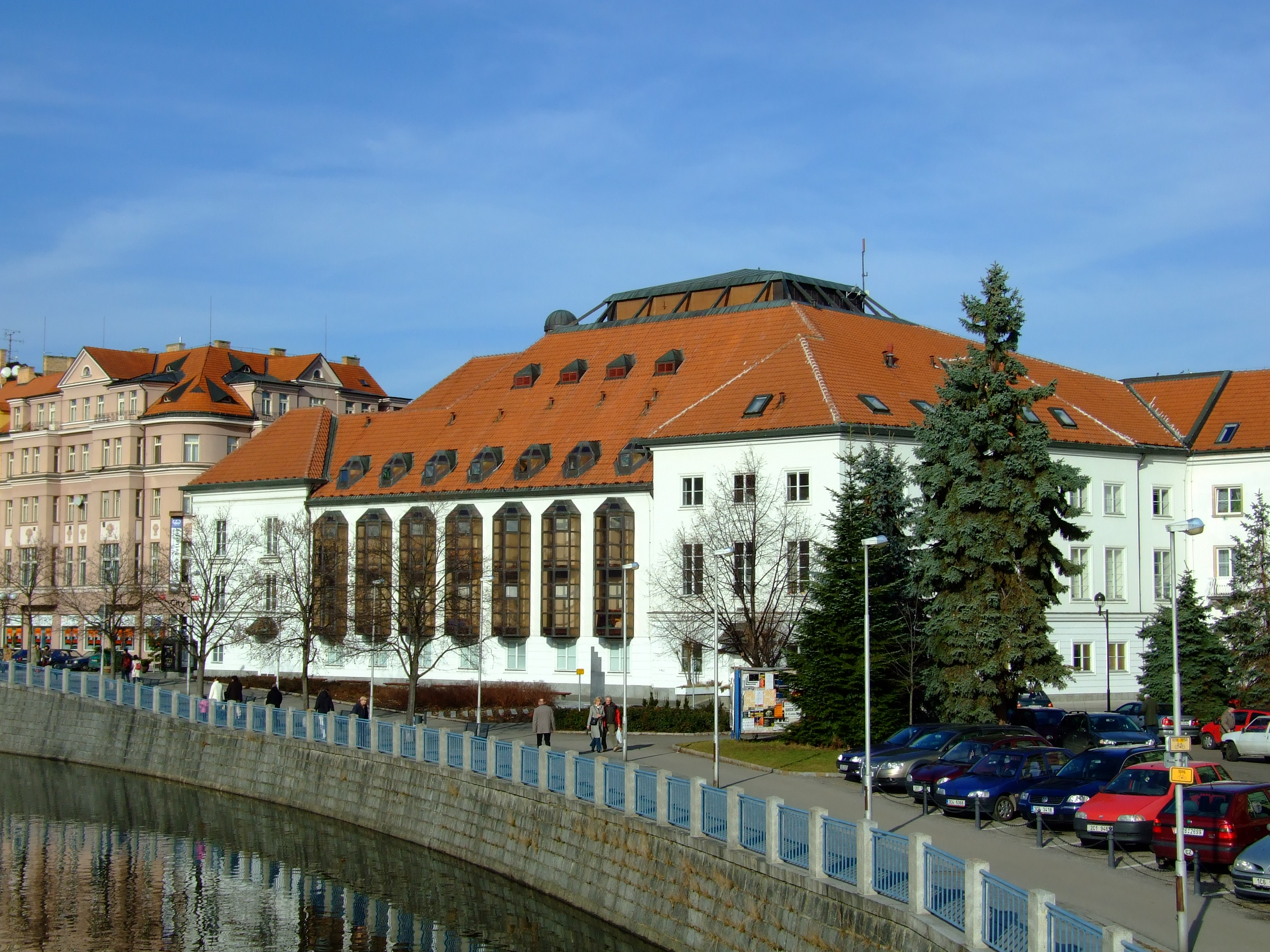
Южночешский театр
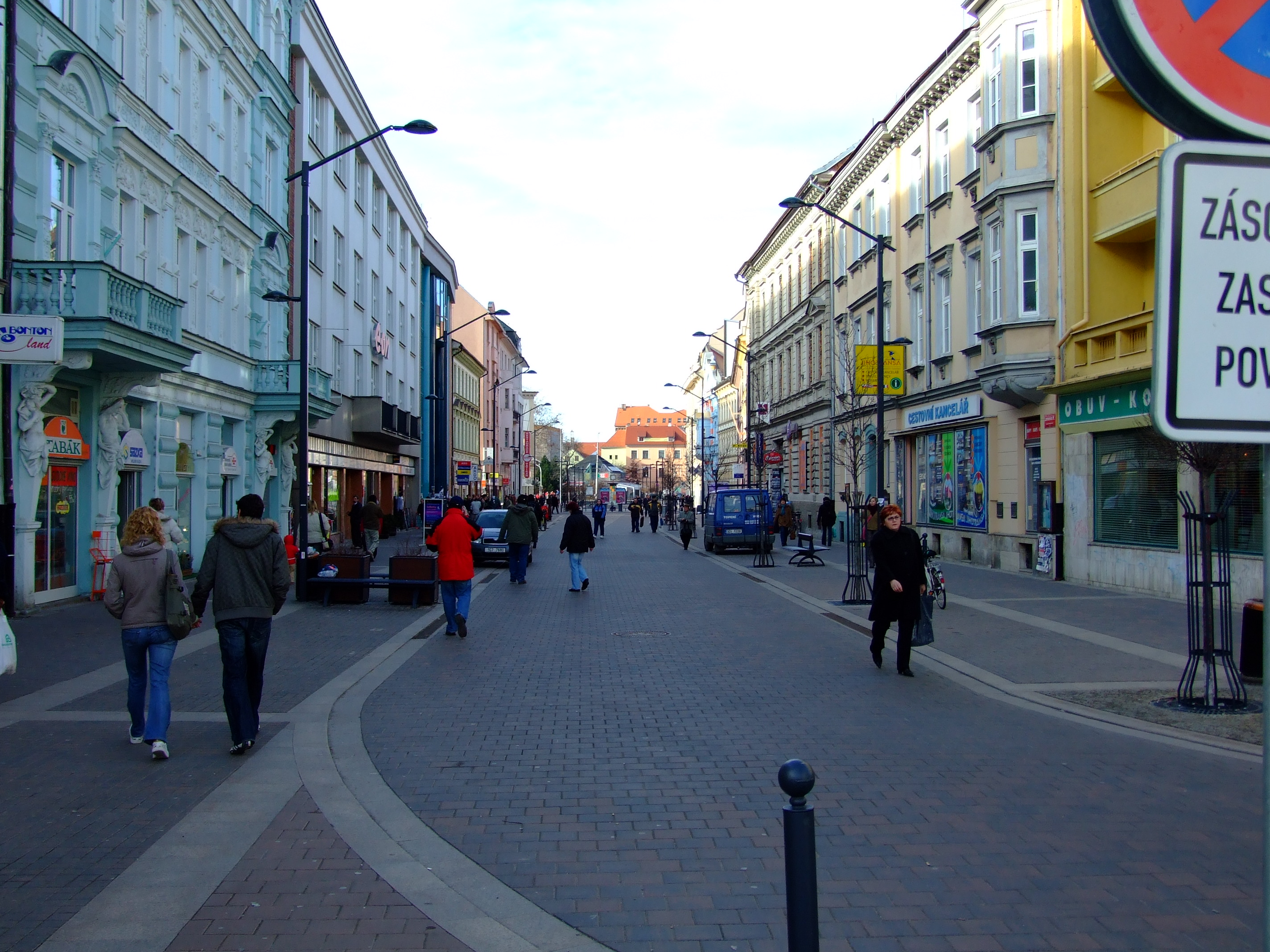
Пешеходная зона — улица Ланны
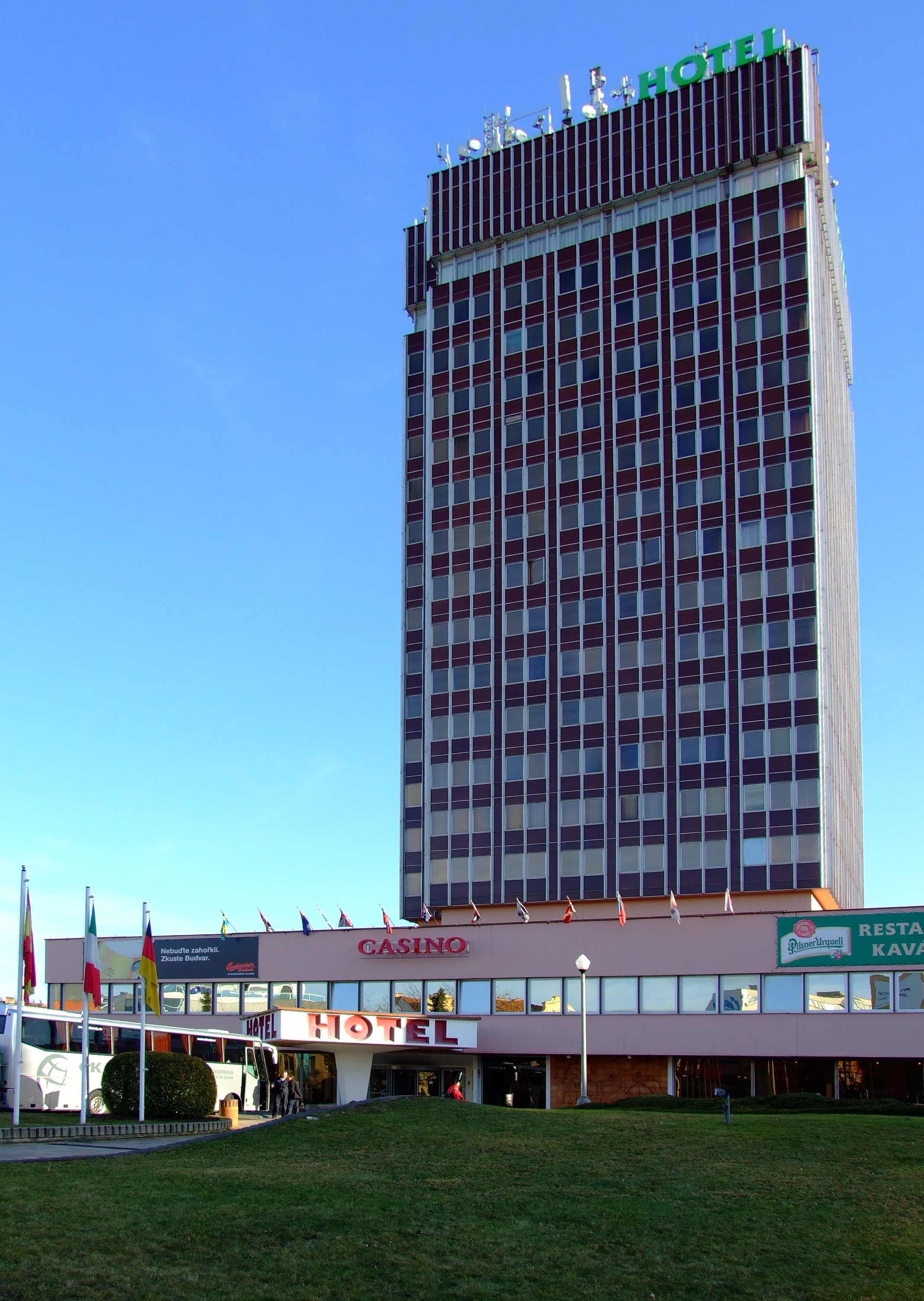
Гостиница «Гомель»
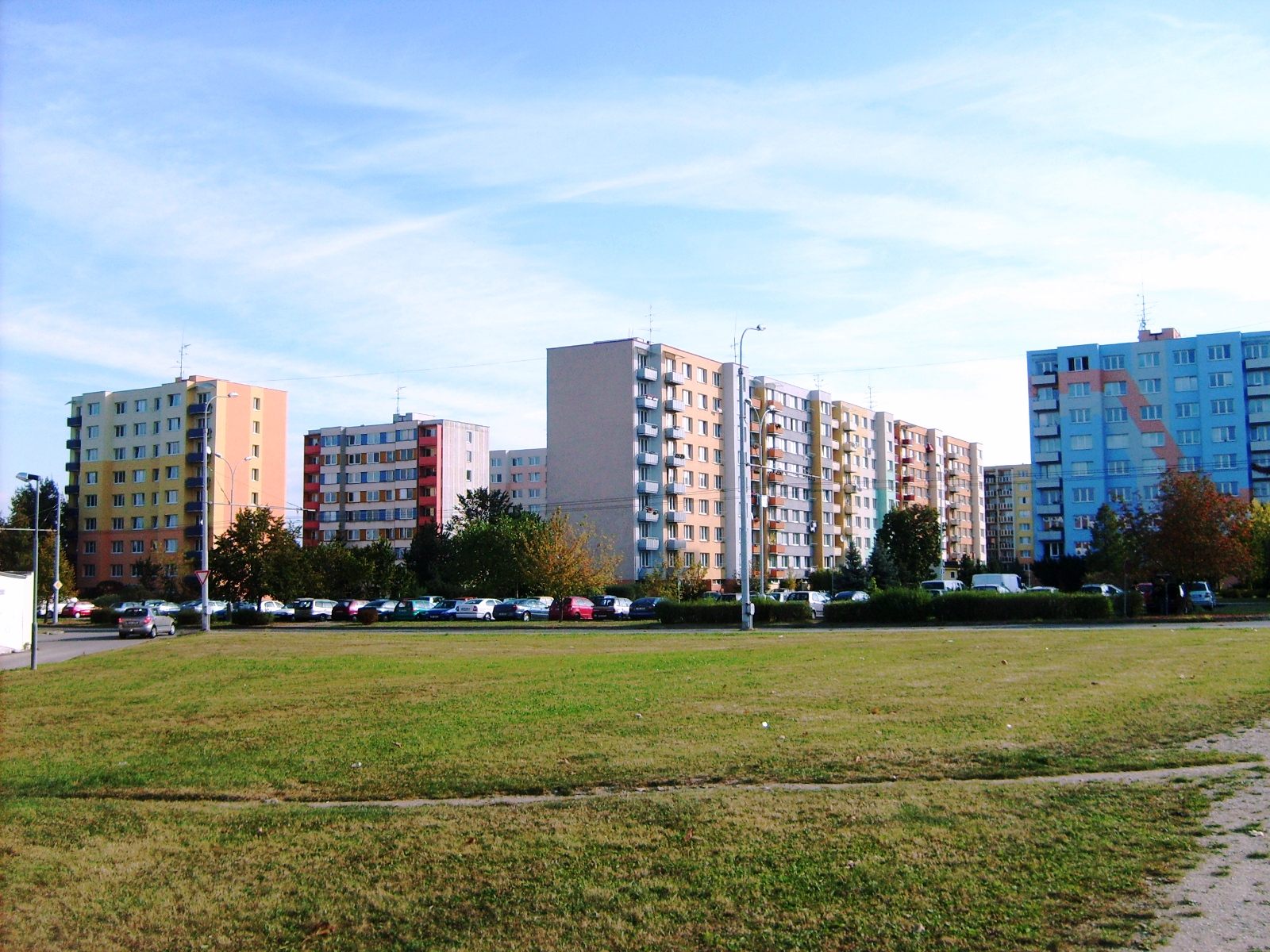
Микрорайон «Влтава»
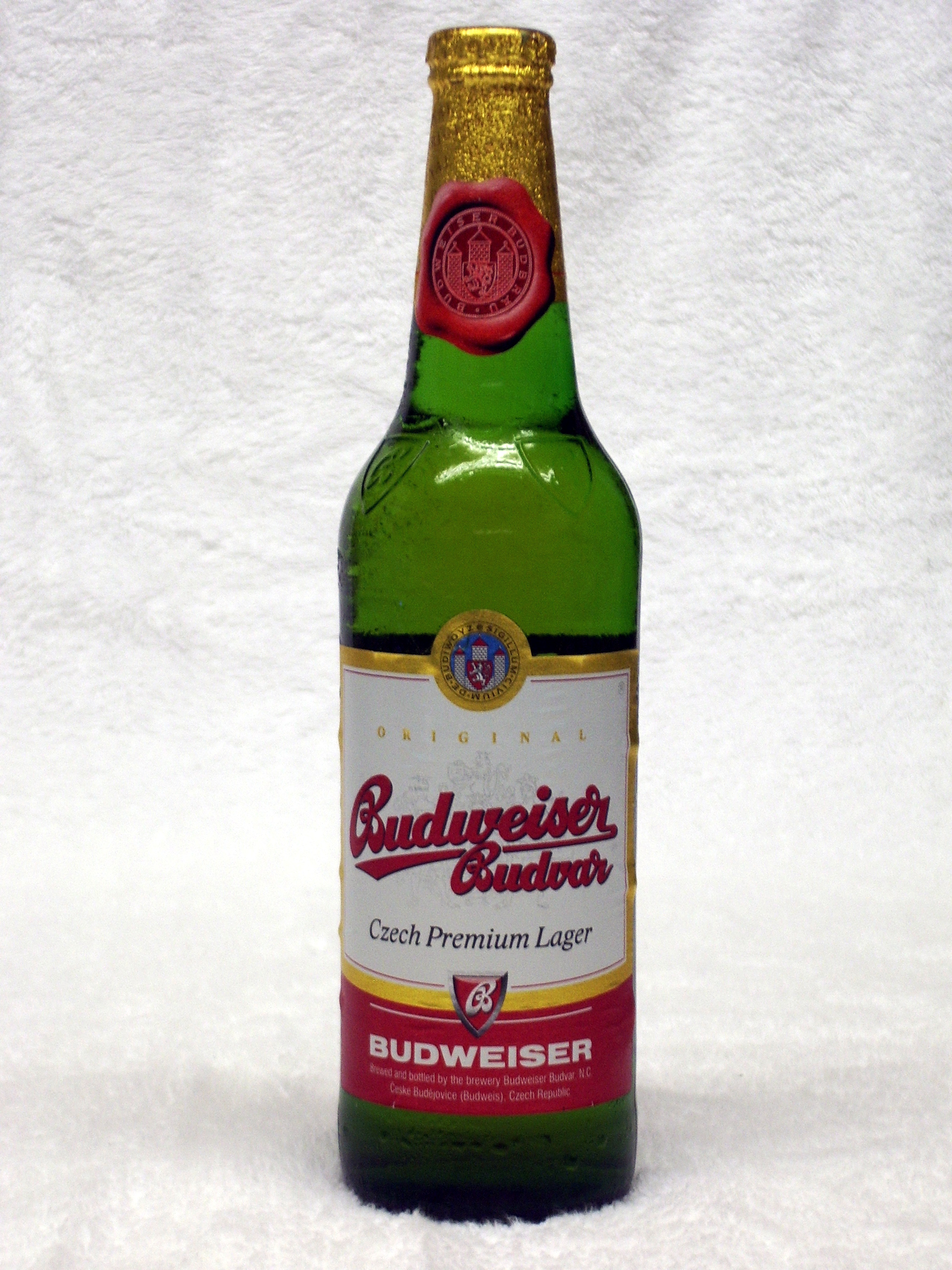
Пиво «Будвайзер Будвар»
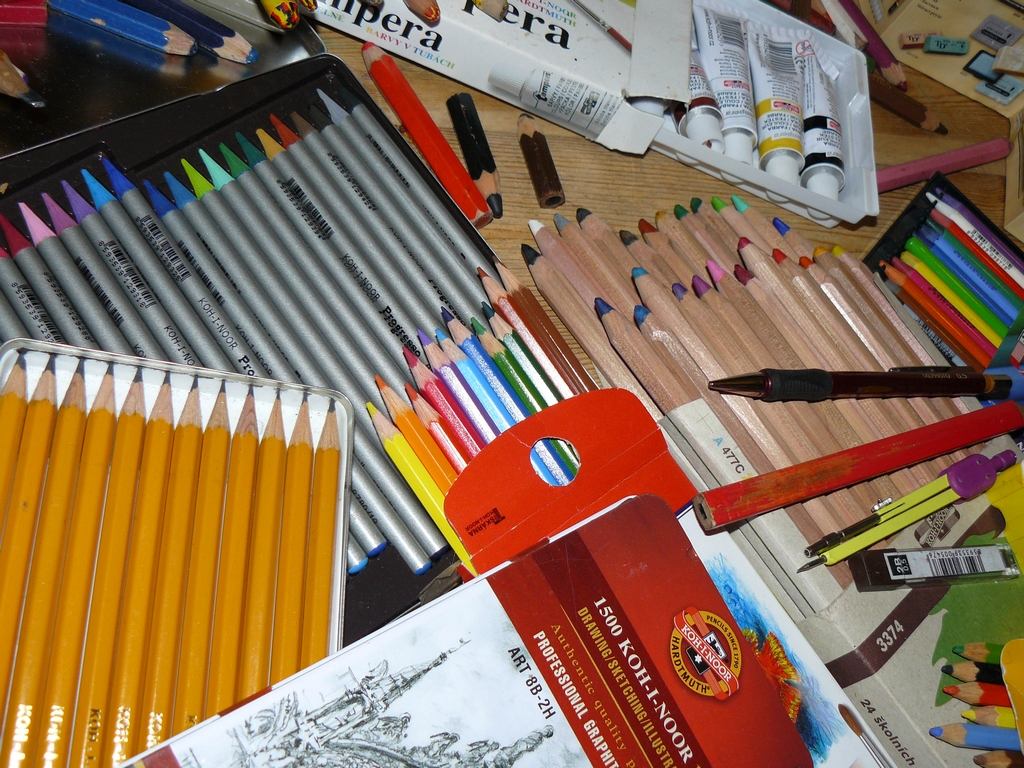
Карандаши «Кохинур Хардмут»

## Известные уроженцы
- См. Категория:Родившиеся в Ческе-Будеёвице

## Города-побратимы
- Алмере, Нидерланды
- Вестерос[вд], Швеция
- Зуль, Германия (1979)
- Линц, Австрия (1987)[23]
- Лорьян, Франция
- /  Нитра, Словакия / Королевство Венгрия
- Орёл, Россия (2012)[24][25]
- Пассау, Германия